# Liebe vor dem Frühstück
Liebe vor dem Frühstück ist eine US-amerikanische Liebeskomödie mit Carole Lombard, Preston Foster und Cesar Romero aus dem Jahr 1936. Der Film basiert auf der Kurzgeschichte Spinster Dinner von Faith Baldwin aus dem Jahr 1934.

## Handlung
Kay Colby ist eine Park-Avenue-Schönheit mit zwei Verehrern: ihrem Verlobten Bill Wadsworth und dem Lebemann Scott Miller. Um sich seinen Weg frei zu machen, kauft Scott die Ölfirma, für die Bill arbeitet, und schickt ihn nach Japan. Dann schickt er seine eigene Freundin, die Gräfin Campanella, nach Honolulu, um auch sie aus dem Weg zu räumen. Kay ist verärgert über Bills Weggang und verärgert darüber, dass Scott auf seine Klage drängt, aber Scott hat bei seinen Bemühungen die Unterstützung und Zustimmung von Kays Mutter und den Rat seines Freundes und Geschäftspartners Brinkerhoff.

## Produktion
Liebe vor dem Frühstück hatte den Arbeitstitel Spinster Dinner, den Titel der Kurzgeschichte von Faith Baldwin, auf der er basierte. Einige Monate vor Beginn der Dreharbeiten wurde berichtet, dass Melvyn Douglas die männliche Hauptrolle übernehmen würde.
Carole Lombard war bei Paramount unter Vertrag, die sie für diesen Film an Universal auslieh, im Austausch dafür, dass Margaret Sullavan dorthin ging, um Die Farm am Mississippi zu drehen. Lombard brachte auch technisches Personal von Paramount mit, darunter den Fotografen Ted Tetzlaff und den Kostümbildner Travis Banton.
Lombard, die das vertragliche Recht hatte, Drehbücher abzulehnen, mochte die Bearbeitungen von Liebe vor dem Frühstück, die ihr vorgelegt wurden, nicht, darunter solche von Preston Sturges, Claude Binyon, Samuel Hoffenstein, Harry Clork, Doris Malloy und William Conselman. Schließlich akzeptierte sie das Drehbuch in der Version von Herbert Fields.
Liebe vor dem Frühstück wurde vom 16. Dezember 1935 bis zum 27. Januar 1936 produziert und am 9. März 1936 veröffentlicht.

## Kritiken
Der Filmdienst schreibt: „Intelligente Gesellschaftskomödie um einen turbulenten Geschlechterkampf mit witzig-ironischen Dialogen.“
Craig Butler vom All Movie Guide befand, dass das Drehbuch nur mittelmäßig sei, da es sich trotz einiger guter Szenen oft nur von „Moment zu Moment hangele“. Die Vorstellung, dass ein reicher Mann durch sein Geld und seine Macht eine Frau für sich gewinnen könne, sei „schwierig abzuziehen“ – und in dieser Rolle fehle es Preston Foster an den Qualitäten eines William Powell oder Robert Montgomerys. Der Film lohne sich aber dank Carole Lombard und ihrer Starqualität; sie beweise in diesem Film, dass die richtige Schauspielerin in der richtigen Rolle einen Film im Alleingang „retten“ könne.